# DFB-Ligapokal 1998
Der DFB-Ligapokal 1998 war die dritte Auflage des Wettbewerbs. Teilnehmer waren die ersten fünf Mannschaften der vergangenen Bundesligasaison und der MSV Duisburg als Pokalfinalist. Der FC Bayern München gewannen die Neuauflage des Finals vom Vorjahr klar durch ein 4:0 gegen den VfB Stuttgart in Leverkusen und konnten so ihren Titel verteidigen. Erfolgreichster Torschütze mit drei Toren wurde Giovane Élber vom FC Bayern.

## Turnierverlauf

### Vorrunde
| Datum                       |                     | Ergebnis  |               | Ort                             |
| --------------------------- | ------------------- | --------- | ------------- | ------------------------------- |
| 31. Juli 1998 um 17:45 Uhr  | Bayer 04 Leverkusen | 3:0 (1:0) | MSV Duisburg  | Stadion Nattenberg, Lüdenscheid |
| 1. August 1998 um 19:00 Uhr | VfB Stuttgart       | 2:1 (0:1) | FC Schalke 04 | Stadion Oberwerth, Koblenz      |

### Halbfinale
| Datum                       |                     | Ergebnis  |                      | Ort                          |
| --------------------------- | ------------------- | --------- | -------------------- | ---------------------------- |
| 3. August 1998 um 20:30 Uhr | Bayer 04 Leverkusen | 0:1 (0:1) | FC Bayern München    | Erzgebirgsstadion, Aue       |
| 4. August 1998 um 20:30 Uhr | VfB Stuttgart       | 3:2 (1:1) | 1. FC Kaiserslautern | Südweststadion, Ludwigshafen |

### Finale
| Paarung           | FC Bayern München – VfB Stuttgart |
| Ergebnis          | 4:0 (3:0) |
| Datum             | 8. August 1998 um 19:00 Uhr |
| Stadion           | BayArena, Leverkusen |
| Zuschauer         | 14.000 |
| Schiedsrichter    | Lutz Michael Fröhlich (Berlin) |
| Tore              | 1:0 Giovane Élber (4.) 2:0 Giovane Élber (25.) 3:0 Giovane Élber (41.) 4:0 Carsten Jancker (89.) |
| FC Bayern München | Oliver Kahn – Markus Babbel, Lothar Matthäus (67. Jens Jeremies), Thomas Helmer – Thomas Strunz, Thorsten Fink, Stefan Effenberg, Michael Tarnat, Mario Basler (61. Alexander Zickler), Hasan Salihamidžić – Giovane Élber (72. Carsten Jancker) Cheftrainer: Ottmar Hitzfeld   |
| VfB Stuttgart     | Franz Wohlfahrt – Martin Spanring (35. Pablo Thiam), Frank Verlaat, (46. Timo Rost), Thomas Berthold – Zvonimir Soldo, Krisztián Lisztes, Kristijan Đorđević, Mitko Stojkovski, Michael Zeyer (27. Sreto Ristić) – Krassimir Balakow, Fredi Bobic Cheftrainer: Winfried Schäfer |
| Gelbe Karten      | Alexander Zickler – keine |

## Torschützen
| Rang | Spieler            | Verein               | Tore |
| ---- | ------------------ | -------------------- | ---- |
| 1    | Giovane Élber      | FC Bayern München    | 3    |
| 2    | Olaf Marschall     | 1. FC Kaiserslautern | 2    |
| 2    | Gerhard Poschner   | VfB Stuttgart        | 2    |
| 4    | Jonathan Akpoborie | VfB Stuttgart        | 1    |
| 4    | Krassimir Balakow  | VfB Stuttgart        | 1    |
| 4    | Mario Basler       | FC Bayern München    | 1    |
| 4    | Stefan Beinlich    | Bayer 04 Leverkusen  | 1    |
| 4    | Fredi Bobic        | VfB Stuttgart        | 1    |
| 4    | Mike Büskens       | FC Schalke 04        | 1    |
| 4    | Carsten Jancker    | FC Bayern München    | 1    |
| 4    | Ulf Kirsten        | Bayer 04 Leverkusen  | 1    |
| 4    | Paulo Rink         | Bayer 04 Leverkusen  | 1    |